# IC 2214
IC 2214 — галактика типу SBab () у сузір'ї Рись.
Цей об'єкт міститься в оригінальній редакції індексного каталогу.